# Bat Yamstadion
Het Bat Yamstadion (Hebreeuws: האצטדיון העירוני בת ים) is een multifunctioneel stadion in Bat Yam, een stad in Israël. 
Het stadion wordt vooral gebruikt voor voetbalwedstrijden, de voetbalclub Hapoel Bat Yam maakt gebruik van dit stadion. Er werd ook gebruik van gemaakt op het Europees kampioenschap voetbal onder 16 van 2000. Op dat toernooi werden er twee groepswedstrijden en de kwartfinale tussen Slowakije en Griekenland gespeeld. In het stadion is plaats voor 3.100 toeschouwers. Het stadion werd geopend in 1991.